# Christian Borle
Christian Dominique Borle (ur. 1 października 1973 w Pittsburghu) – amerykański aktor teatralny, telewizyjny i filmowy. Jest dwukrotnym laureatem Nagrody Tony za role: Blacka Stache'a w sztuce Peter and the Starcatcher oraz Williama Shakespeare'a w Something Rotten!. Na Broadwayu Borle odgrywał rolę Emmeta w Legalnej blondynce i Marvina we wznowionej wersji Falsettos. Grał także jako Tom Levitt w serialu Smash oraz podkładał głos Vox'owi w animowanym serialu dla dorosłych Hazbin Hotel. 

## Życiorys

### Dzieciństwo i młodość
Borle urodził się i wychował w Pittsburghu w USA w stanie Pensylwania. W dzieciństwie był fanem Gwiezdnych Wojen i lubił rysować, więc chciał zostać rysownikiem komiksów. W liceum jego kolega zachęcił go do wzięcia udziału w sztuce teatralnej, co poskutkowało jego zainteresowaniem teatrem. Borle na studia aktorskie uczęszczał do Carnegie Mellon University, które skończył w 1995 roku. Po studiach przeprowadził się do Nowego Jorku, gdzie zaczęła się jego kariera aktorska.

### Życie prywatne
Na studiach Borle związał się z aktorką Sutton Foster, z którą ożenił się 18 października 2006 roku. Podczas wywiadu radiowego w 2010 roku przyznał, że para się rozstała.